# دان إيرل
دان إيرل (12 أكتوبر 1974 - ) (بالإنجليزية: Dan Earl)‏ هو مدرب كرة سلة ولاعب كرة سلة أمريكي في مركز هجوم خلفي. لعب مع رونوك دازل ‏.

## وصلات خارجية
- دان إيرل على موقع كرة السلة الأوروبية.كوم (الإنجليزية)
- دان إيرل على موقع كلية كرة السلة في سبورتس رفرنس.كوم (الإنجليزية)
- دان إيرل على موقع ريلجم (الإنجليزية)
- دان إيرل على موقع بروبوليرز (الإنجليزية)
- دان إيرل على موقع سبورتس رفرنس (الإنجليزية)
- دان إيرل على موقع كلية كرة السلة في سبورتس رفرنس.كوم (الإنجليزية)